# O Palestrante
O Palestrante é um filme brasileiro de comédia escrito por Fábio Porchat e Cláudia Jouvin e com direção de Marcelo Antunez.  É estrelado por Fabio Porchat, Dani Calabresa e Antonio Pedro Tabet.
. Foi lançado em 4 de agosto de 2022.

## Premissa
Guilherme é um contador que trabalhou a vida inteira numa mesma empresa. É infeliz e não sabe. Ou sabe? É mandado embora e se percebe sem amigos, sem  família e completamente perdido no mundo. Ao viajar de avião para o Rio de Janeiro, para assinar a papelada de sua demissão, se depara no desembarque com uma pessoa esperando a chegada de alguém com uma placa: Marcelo Gonçalves. Mexido com a falta de perspectiva em sua vida, ele assume o lugar do tal Marcelo sem nem saber do que se trata. O verdadeiro Marcelo é um palestrante motivacional que foi contratado por uma empresa para passar uma semana animando e empolgando os funcionários. Agora, Guilherme tem que colocar todos pra cima e entende que talvez ele também precise desse novo Marcelo para mudar de vida. 

## Elenco
- Fabio Porchat como Guilherme/Marcelo Gonçalves
- Dani Calabresa como Denise
- Antonio Pedro Tabet como Josué
- Otávio Müller como Sandoval
- Maria Clara Gueiros como Márcia
- Miá Mello como Mari
- Paulo Vieira como George
- Rodrigo Pandolfo como Flávio
- Débora Lamm como Neide
- Ernani Moraes como Roberto
- Letícia Lima como Luciana
- Danilo Gentili como Marcelo Gonçalves

## Lançamento
No Brasil, foi lançado pela Downtown Filmes/Paris Filmes em 4 de agosto de 2022.